# Уэйанс, Ким
Кимберли Николь (Ким) Уэйанс (англ. Kimberly Nichole «Kim» Wayans; род. 16 октября 1961, Нью-Йорк, США) — американская актриса, комик, сценарист, продюсер и режиссёр.

## Биография
Уэйанс родилась и выросла в Нью-Йорке, в семье социального работника и менеджера супермаркета. У неё есть братья-актёры Дэймон Уайанс, Кинен Айвори Уэйанс, Марлон Уэйанс и Шон Уэйанс. Она окончила Уэслианский университет.
Уэйанс дебютировала на телевидении в ситкоме NBC «Другой мир». С 1990 по 1994 год она снималась в скетч-шоу Fox In Living Color, где пародировала таких звезд как Уитни Хьюстон, Ванесса Уильямс, Опра Уинфри, Тина Тёрнер, Тельма Хопкинс и Эстер Ролли. Во второй половине 1990-х она снималась в ситкоме NBC/UPN «В доме». В начале 2000-х она работала продюсером и регулярным сценаристом ситкома ABC «Моя жена и дети», где снимался её брат Дэймон Уайанс.
В 2011 году Уэйанс взяла на себя драматическую роль матери, которая пытается понять свою 17-летнюю дочь-лесбиянку (Одиперо Одуйе) в независимом кинофильме «Отверженная». Уэйанс получила высокие оценки от критиков за свой переход от комедии к драме. В 2014 году она снялась в сериале CBS «Безрассудный», который был закрыт после одного сезона.

## Фильмография
- Голливудский расклад (1987)
- Я достану тебя, ублюдок (1988)
- Путаница (1994)
- Пропавшие миллионы (1994)
- Говоря о сексе (1994)
- Не грози Южному централу, попивая сок у себя в квартале (1996)
- Критики и другие уроды (1997)
- Суперстар (2002)
- Без ансамбля (2009)
- Отверженная (2011)